# Ян Чапкович
Ян Чапкович (чеськ. Ján Čapkovič, нар. 11 січня 1948, Братислава) — чехословацький футболіст, що грав на позиції нападника.
Виступав за «Слован» та «Інтер» (Братислава), а також національну збірну Чехословаччини, у складі якої був учасником чемпіонату світу 1970 року.

## Клубна кар'єра
У дорослому футболі дебютував 1966 року виступами за команду «Слован» з рідної Братислави, де провів наступні одинадцять сезонів своєї ігрової кар'єри. Цей час припав на розквіт клубу і Ян разом з командою тричі виборював титул чемпіона Чехословаччини (1970, 1974 та 1975), двічі ставав володарем Кубка Чехословаччини (1968 та 1974), а також допоміг команді здобути найбільше досягнення в історії — виграти у статусі капітана Кубок володарів кубків УЄФА у 1969 році, здолавши з рахунком 3:2 у фіналі грізну «Барселону». Чапкович забив переможний третій гол братиславців і загалом був одним із головних бомбардирів команди цього періоду, ставши у 1972 році з 19 голами найкращим бомбардиром чемпіонату Чехословаччини. Загалом же за час виступів він забив у вищому дивізіоні країни рівно 100 голів у 285 іграх.
1977 року перейшов до клубу «Інтер» (Братислава), що виступав у другому, а потім і третьому дивізіоні країни, де Чапкович відіграв 6 сезонів. Завершив кар'єру футболіста виступами за команду «Інтер» (Братислава) у 1983 році.

## Виступи за збірну
Чапкович грав у кваліфікаційних матчах на Олімпійські ігри 1968 року в Мексиці, допомігши своїй команді пройти міцну збірну СРСР та кваліфікуватись на турнір. Втім у фінальному турнірі Чапкович участі не взяв, оскільки інтереси чемпіонату на думку керівництва переважали інтереси збірної. В результаті на турнір відправились лише по кілька гравців від кожної команди, для того щоб не зривався внутрішній чемпіонат і на Олімпійських іграх 1968 року в Мексиці грала переважно в інша команда, ніж у кваліфікації.
25 вересня 1968 року дебютував в офіційних іграх у складі національної збірної Чехословаччини в матчі відбору на чемпіонат світу 1970 року проти Данії (3:0). В підсумку чехословаки зуміли подолати той відбір і Ян поїхав з командою на чемпіонату світу 1970 року у Мексиці, де зіграв лише в одному матчі проти англійців (0:1), а його команда програла всі три матчі і не вийшла з групи.
В подальшому грав з командою у кваліфікаціях на Євро-1972 та чемпіонат світу 1974 року, куди Чехословаччини пробитись не зуміла. Останній матч провів за збірну 20 грудня 1974 року в товариській грі проти Ірану (1:0). Всього протягом кар'єри у національній команді, яка тривала 7 років, провів у формі головної команди країни 20 матчів, забивши 6 голів.

## Титули і досягнення
- Чемпіон Чехословаччини (3):

«Слован»: 1969–70, 1973–74, 1974–75
- Володар Кубка Чехословаччини (2):

«Слован»: 1967–68, 1973–74
- Володар Кубка Кубків УЄФА (1):

«Слован»: 1968–69

## Особисте життя
Має брата-близнюка Йозефа, який також став футболістом і виступав за збірну, вигравши чемпіонат Європи 1976 року. Втім брати так і не зіграли разом жодної гри за збірну, якщо б вони це зробили, вони могли б стати першими близнятами у збірній. Це досягнення зрештою отримали брати Рене та Віллі ван де Керкгоф з Нідерландів.